# کاتنانووا
کاتنانوووا (به ایتالیایی: کاتنانووا) یک کومونه در ایتالیا است که در استان انا واقع شده‌است.

## خصوصیات
کاتنانوووا ۱۱٫۱۷ کیلومترمربع مساحت و ۴٬۹۰۲ نفر جمعیت دارد و ۱۷۰ متر بالاتر از سطح دریا واقع شده‌است.